# Kościół św. Józefa w Ślubowie
Kościół świętego Józefa w Ślubowie – rzymskokatolicki kościół filialny należący do parafii św. Maksymiliana Kolbego w Gąsocinie (dekanat ciechanowski wschodni diecezji płockiej).

## Historia
Jest to świątynia wzniesiona w latach 1780–1781. Ufundowana została przez Józefa Radzickiego. Remontowana była w latach 1972–1974. 

## Architektura
Budowla jest drewniana, jednonawowa, wzniesiona w konstrukcji zrębowej. Świątynia jest nieorientowana, do jej budowy użyto drewna sosnowego. Jej prezbiterium jest mniejsze w stosunku do nawy, zamknięte jest ścianą prostą, z boku są umieszczone zakrystia i skarbczyk. Od frontu nawy znajduje się kruchta. Budowlę nakrywa dach dwukalenicowy, pokryty blachą, na dachu znajduje się sześciokątna wieżyczka na sygnaturkę. Zwieńcza ją cebulasty blaszany dach hełmowy. We wnętrzu ściany są wyłożone boazerią. Strop płaski jest ozdobiony dekoracją kasetonową. Do wyposażenia należy ołtarz główny. Tablica konsekracyjna w ramie pochodzi z 1781 roku. Krucyfiks został wykonany w 2 połowie XVIII wieku.